# El río de dos corazones

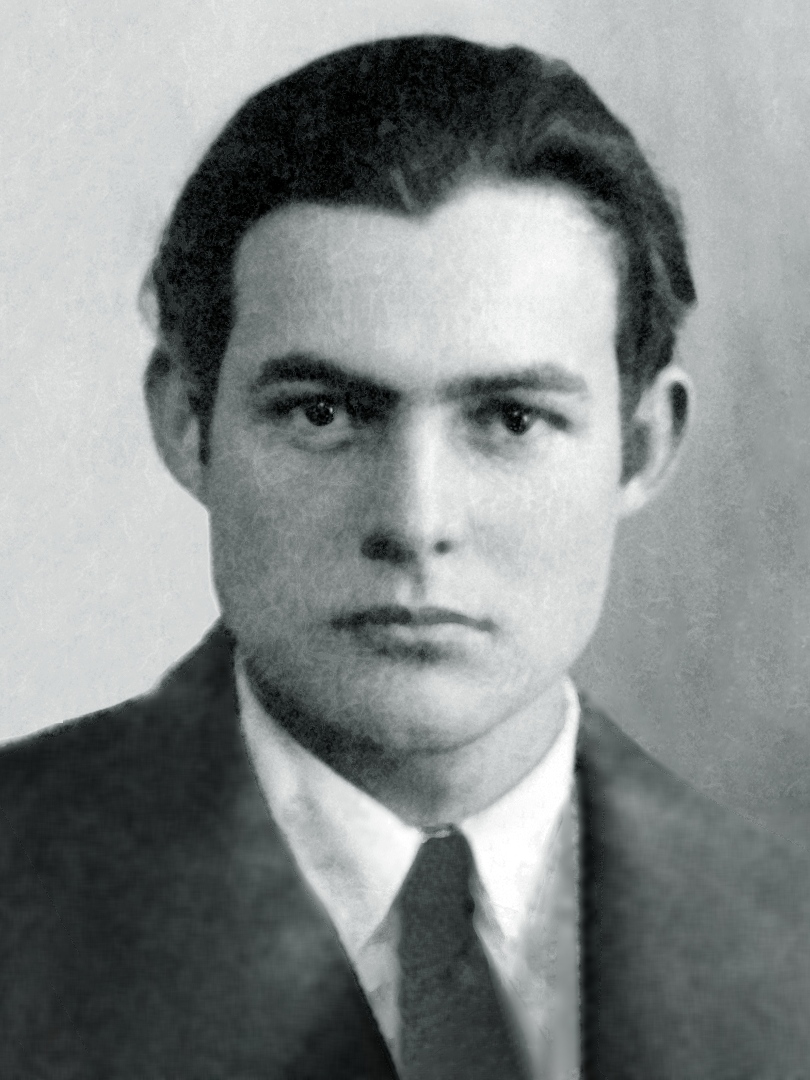
Ernest Hemingway en 1923, dos años antes de la publicación de «El río de dos corazones»

«El río de dos corazones», o «El gran río Two-Hearted» (en inglés: «Big Two-Hearted River»), es un cuento en dos partes del escritor estadounidense Ernest Hemingway, publicado por primera vez en la edición de 1925 del primer libro de cuentos de Hemingway, En nuestro tiempo (In Our Time), por el editorial Boni & Liveright. Tiene un protagonista único, Nick Adams, el personaje autobiográfico recurrente en la obra de Hemingway cuya voz se oye hablar sólo tres veces. El cuento explora las características destructivas de la guerra que son contrarrestadas por los poderes curativos y regenerativos de la naturaleza. Cuando se publicó, los críticos elogiaron el estilo de escritura sobrio de Hemingway, y el cuento se convirtió en una obra importante del canon del escritor.
Es una de las primeras obras en que Hemingway utiliza su teoría del iceberg, un enfoque modernista en la prosa en el cual el significado subyacente se insinúa en vez de que se mencione explícitamente. El cuento es casi exclusivamente descriptivo e intencionalmente carente de trama. Hemingway fue influenciado por las innovaciones visuales en las pinturas de Cézanne y adaptó la idea del pintor de presentar las minucias del fondo con menor enfoque que la imagen principal. En este cuento, los pequeños detalles de una excursión de pesca se exploran en gran profundidad, mientras que el entorno paisajístico y el pantano solo recibe una atención superficial.

## Antecedentes y publicación

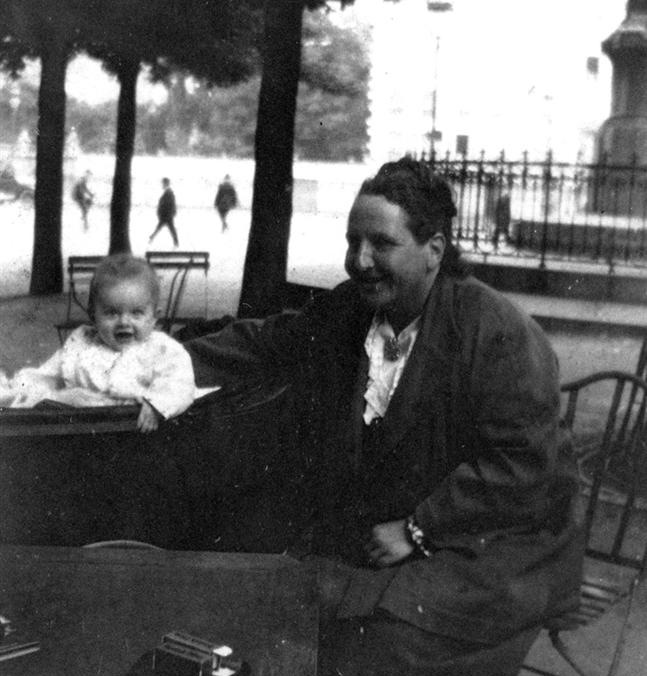
Gertrude Stein fotografiada con el hijo de Hemingway Jack en 1924; Stein aconsejó acortar el final de «El río de dos corazones».

En 1922, Hemingway se mudó con su esposa Hadley a París donde trabajó como corresponsal en el extranjero para el Toronto Star. Conoció a y fue influenciado por escritores modernistas como F. Scott Fitzgerald, Ford Madox Ford, James Joyce, Ezra Pound y Gertrude Stein. El año 1923 vio la publicación de su primera obra, un delgado volumen titulado Tres relatos y diez poemas, seguido al año siguiente por otra recopilación de viñetas, en nuestro tiempo (sin mayúsculas), publicada por Three Mountains Press en París.  Con la esperanza de tener en nuestro tiempo publicado en Nueva York, comenzó a escribir relatos adicionales para este volumen en 1924, pensando añadir «El río de dos corazones» como obra final. Empezó a escribir el cuento en mayo de ese año, pero no terminó hasta septiembre como pasó el verano ayudando a Ezra Pound y Ford Madox Ford a lanzar la revista the transatlantic review.
«El río de dos corazones» tiene fuertes rasgos autobiográficos. Durante la Primera Guerra Mundial, cuando tenía 19 años, Hemingway se enroló con la Cruz Roja y fue enviado como conductor de ambulancias al Frente Italiano en Fossalta. En su primer día allí, ayudó a recuperar los restos de las obreras que murieron en la explosión de una fábrica de municiones, sobre el que escribió más tarde en Muerte en la tarde: «Me acuerdo que, después de haber buscado los cuerpos completos, se recogieron los pedazos».  Unos días más tarde, el 8 de julio de 1918, fue gravemente herido cuando una granada de mortero estalló entre sus piernas. Fue enviado a un hospital en Milán donde se recuperó durante seis meses. En septiembre de 1919, tras su regreso en Estados Unidos, se fue en una excursión de pesca y campamento de una semana con dos amigos de la secundaria en el interior de Seney en la península superior de Míchigan, una excursión que se convirtió en la inspiración para «El río de dos corazones». El manuscrito del cuento muestra el uso de pronombres plurales, lo que sugiere que en una primera versión se incluyeron más personajes, pero al ser publicado se había retirado cualquier mención de sus amigos o de los habitantes del pueblo, dejando a Nick solo en el bosque.
Cuando Hemingway la pidió su opinión sobre el borrador en octubre de 1925, Gertrude Stein le aconsejó cortar una sección de once páginas de corriente de conciencia de recuerdos escritos desde el punto de vista de Nick. Hemingway tomó su consejo, volvió a trabajar la parte final, y escribió a su editor: «He descubierto que las últimas once páginas del último cuento del libro son basura». El biógrafo James Mellow escribe que en esta primera etapa de su carrera Hemingway no había desarrollado su talento lo suficiente para plenamente integrar la autoreflexión en su obra; Mellow también cree que el pasaje eliminado podría haber sido un «tour-de-force» si se hubiera escrito en un período más maduro del desarrollo de Hemingway.
En enero de 1925, cuando invernó  en Schruns, Austria, a la espera de una respuesta a las cartas de consulta escritas a amigos y editores en Estados Unidos, Hemingway envió el cuento a su amigo Ernest Walsh para que se publicara en la recién creada revista literaria This Quarter. Walsh lo compró por mil francos, el mayor pago que Hemingway había recibido para una obra de ficción hasta ese momento. El 4 de octubre de 1925, la edición ampliada de En nuestro tiempo (con una capitalización convencional en el título) se publicó por Boni & Liveright en Nueva York. El último cuento del libro fue «El río de dos corazones». Posteriormente, la obra fue incluida en una recopilación titulada La quinta columna y los primeros cuarenta y nueve relatos (1938), y en dos recopilaciones de cuentos publicadas después de la muerte de Hemingway, Nick Adams (1972) y The Complete Short Stories of Ernest Hemingway: The Finca Vigía Edition (1987).

## Sinopsis
Primera parte
El relato comienza con Nick que llega en tren a Seney, Míchigan, para descubrir que la localidad había sido devastada por un incendio, dejando «nada más que los raíles y tierra calcinada». Al seguir un camino que se aleja del pueblo, se detiene en un puente donde observa truchas en el río abajo. Luego, sube una colina y se apoya en un tocón quemado. Mientras fuma un cigarrillo, descubre un saltamontes ennegrecido de cenizas que se arrastra en su calcetín, y lo desprende. Las primeras palabras que pronuncia en el relato son «Vete, saltamontes .... Vuela hacia otra parte».
Más tarde descansa en un claro de pinos altos y se duerme. Cuando se despierta, camina la última milla hasta la orilla del río donde mira las truchas que se alimentan en la luz del atardecer «haciendo círculos en la superficie del agua, como si empezara a llover».
Segunda parte
En la madrugada del siguiente día, Nick llena un frasco con cincuenta saltamontes cubiertos de rocío que encuentra debajo de un tronco que llama «una pensión para saltamontes», come el desayuno, toma un café endulzado y prepara un sándwich con cebolla en rodajas. Después de revisar y montar su caña de pescar con mosca, atando un sedal húmedo, camina hacia el río con una red de mano colgada de su cinturón, un saco al hombro y el frasco de saltamontes colgando de su cuello. Vadeando en el río, pesca las aguas someras; captura una trucha con el «dorso jaspeado, de un color claro, de grava» que libera. Entrando en aguas más profundas engancha una trucha grande, «tan ancha como un salmón», que pierde. Después de un descanso, se aleja del remanso hacia el centro menos profundo del río y captura dos truchas que guarda en su saco. Sentado en un tronco, fumando un cigarrillo y comiendo su bocadillo de cebolla, piensa en pescar las aguas profundas del pantano, pero decide esperar otro día. Sobre el tronco en el río, destripa y limpia las dos truchas antes de regresar al campamento.

## Temas

### Guerra

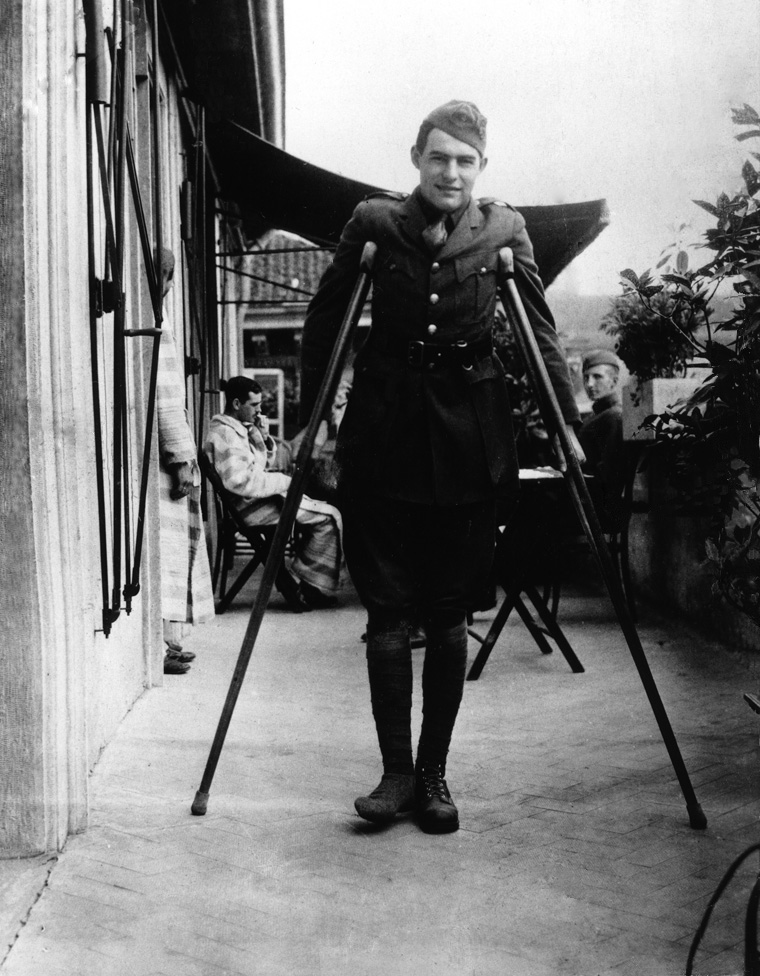
Ernest Hemingway en Milán, 1918. El autor de 19 años de edad se está recuperando de heridas de metralla sufridas durante la Primera Guerra Mundial.

Hemingway consideró la Primera Guerra Mundial como «el hecho central de nuestro tiempo». «El río de dos corazones» alude tanto a la devastación física generalizada como la experiencia personal de guerra y posguerra de Nick, pero ninguno de estos hechos centrales se menciona directamente. El estudioso de Hemingway, Joseph Flora, nota que Hemingway retrata el personaje de Nick como afrontando «los temas de la vida y la muerte en una manera más significativa de lo que había hecho antes». El biógrafo Phillip Young ve el relato básicamente como la descripción de un hombre joven que «trata desesperadamente de evitar de salir de su mente». Nick regresa herido, e introduce un tipo de personaje que Hemingway volvió a utilizar en sus cuentos y novelas posteriores. Se introduce el tema de una herida no especificada, un dispositivo que iba a culminar en el personaje de Jake Barnes en Fiesta. El estudioso de Hemingway, William Adair, sugiere que la experiencia de guerra de Nick era diferente, y posiblemente más traumática que la de Hemingway, afirmando que la herida no especificada de Nick no debe confundirse o automáticamente identificarse con la propia herida de Hemingway.
Aunque la mejor ficción de Hemingway, como «El río de dos corazones», se originó posiblemente a partir de «pensamientos oscuros» sobre el herimiento, Jackson Benson cree que Hemingway utilizó detalles autobiográficos como dispositivos para hacer observaciones sobre la vida en general y no sólo las experiencias de Nick. Afirma que en su ficción temprana, Hemingway utilizó escenarios de «qué pasaría si» a partir de situaciones reales que proyectó sobre un personaje ficticio: «¿Qué pasaría si estuviera herido» se pregunta el personaje. Benson añade que «gran parte de la ficción de Hemingway es onírica; su ficción temprana, la mejor que produjo, a menudo ha sido comparada con una pesadilla compulsiva, como en la imaginería recurrente de En nuestro tiempo».
Adair ve al entorno del río como una representación ficticia del río Piave cerca de Fossalta, el lugar donde Hemingway sufrió la herida de metralla. Hemingway pudo haber tomado la idea del pantano del terreno de la batalla de Portogrande, una batalla que Hemingway describió en un artículo periodístico de 1922, diciendo: «austriacos e italianos atacaron y contraatacaron hasta la cintura en el agua del pantano».  Adair sugiere también que la propia herida de Hemingway se refleja en la escena en que Nick pierde un pez —«Nunca había visto una trucha tan grande»— con imaginería descriptiva tal como sus zapatos «chapoteando» con agua, sugerente de los recuerdos de Hemingway de una «sensación de que sus botas estaban llenándose de agua caliente (sangre) después de su herida».
Al escribir París era una fiesta, Hemingway recordó «El río de dos corazones» mencionando que «Me senté en una esquina mientras la luz del atardecer entraba pasando por encima de mi hombro, y me puse a escribir en mi libreta .... Cuando terminé de escribir, no quería alejarme de mi río, dejar de mirar las truchas en el remanso y la superficie del agua henchida y lisa, que presionaba contra la resistencia del puente de madera. El tema del cuento era la vuelta de la guerra, pero a la guerra no se la mencionaba nunca».

### Naturaleza
Los relatos de Hemingway suelen posicionar la naturaleza como fuente de refugio y renacimiento. Sus personajes aparecen con frecuencia retirándose en el campo en busca de regeneración. La naturaleza actúa como escenario del momento de trascendencia existencial de los cazadores y pescadores, sobre todo en el momento en que matan la presa. En «El río de dos corazones», Nick se aleja del pueblo arruinado y entra en el bosque para caminar hacia el río que no fue afectado por el fuego. Su jornada es motivado por la absolución; el río se describe como de «dos corazones» porque da vida en la forma de alimento (pescado) y ofrece la redención. En el bosque, Nick se detiene en un bosquecillo que se describe como parecida a una capilla, una descripción que hace eco de La roja insignia del valor de Stephen Crane en la que Henry Fleming huye en un bosquecillo que se asemeja a una capilla. El bosquecillo es donde Nick duerme bien por primera vez desde la guerra, y es allí donde comienza el proceso de curación. La mañana siguiente se va al río, vadeando el agua para pescar. Al principio, la fuerza de la corriente le asusta, y por algunos momentos tiene dificultades para controlar a sí mismo.
Las descripciones del paisaje de Míchigan —que habría sido familiar para Hemingway como veraneaba en su juventud en la casa de la familia en Walloon lake en el norte de Míchigan— se presentan de manera vaga y onírica. Ronald Berman ve la forma en que Hemingway trata el paisaje como el lienzo de un pintor en el que presenta el estado de la mente de Nick. Las descripciones de las aguas del río han sido comparadas con las descripciones del estanque en Walden por el escritor trascendentalista Henry David Thoreau. El biógrafo Meyers ve la historia como una mezcla de sofisticación y primitivismo americano; Nick manifiesta una sensación de pérdida que «no es simplemente la gracia bajo presión, pero en estado de sitio». La naturaleza se percibe como buena y la civilización como mala, un tema omnipresente en la literatura norteamericana, encontrado en clásicos como Huckleberry Finn de Mark Twain en el siglo xix y  Desciende, Moisés de William Faulkner en el siglo xx.
Según Susan Beegel, Hemingway es fundamentalmente un escritor de la naturaleza norteamericana, lo que atribuye a su educación: su madre creía ávidamente en el movimiento «Back to nature» de principios del siglo xx, y su padre era un médico que enseñó la ciencia a su hijo, llevándolo a reuniones del Movimiento Agassiz cuando era niño. La afinidad de Hemingway con la naturaleza se refleja claramente en «El río de dos corazones», a grandes rasgos cuando describe Nick viajando hacia el interior del campo norteamericano para encontrar consuelo, y en pequeños detalles como las descripciones «orientadas a objetos» de Agassiz en el caso de los saltamontes.

## Estilo

### Teoría del Iceberg
Hemingway se inspiró en los escritos de Ezra Pound y aplicó los principios del imagismo a su propia obra. La influencia de Pound puede verse en el estilo minimalista y despojado, característico de la ficción temprana de Hemingway. Revelando su admiración por el escritor más viejo, admitió que Pound «[me] enseñó más sobre cómo escribir y cómo no escribir que cualquier hijo de puta en vida». También aprendió de James Joyce, quien infundió aún más la idea de una prosa simplificada y sobria. Los cuentos de Hemingway de la década de 1920 se adhieren a la estrecha definición del imagismo de Pound; El biógrafo Carlos Baker escribe que en sus cuentos Hemingway trató de aprender cómo «obtener el máximo del mínimo, podar el lenguaje, multiplicar la intensidad, y decir nada más que la verdad de una manera que permitió contar más que la verdad». Hemingway adaptó este estilo en una técnica que llamó su teoría del iceberg, que Baker describe como los hechos concretos que flotan sobre el agua, mientras que la estructura de soporte, incluyendo el simbolismo, opera fuera de la vista.
La teoría del iceberg también ha sido denominada «teoría de la omisión». Hemingway creía que un escritor era capaz de transmitir un objeto o concepto al escribir acerca de algo completamente diferente. En «El río de dos corazones» describe las actividades mundanas que Nick realiza. El relato está lleno de detalles aparentemente triviales: Nick recoge saltamontes, prepara el café, captura y pierde una gran trucha. Sin embargo, en este último evento culminante, la emoción y la tensión se vuelven tan fuertes que Nick revela sus pensamientos y tiene que tomar un descanso. Mientras Hemingway describe minuciosamente los detalles aparentemente superfluos de la excursión de pesca de Nick, evita o apenas alude a la fuerza impulsora de la obra: la agitación emocional de Nick tras su regreso de una guerra catastrófica. Hemingway afirmó que cree que esta omisión forteleció y agudizó el corazón y el empuje del relato, escribiendo «"El río de dos corazones" trata de un joven que regresa de la guerra profundamente agotado.... profundamente agotado fue una forma de agotamiento anterior y posiblemente más severa, ya que los que lo habían sufrido no pudieron comentar sobre esta condición, ni podían soportar que se mencione en su presencia. Así se omite la guerra, toda mención de la guerra, cualquier mención de la guerra».
Paul Smith cree que Hemingway aún estaba experimentando con su estilo cuando escribió En nuestro tiempo. Sostiene que el posterior estilo minimalista de Hemingway ya puede verse en la obra, pero no tanto por una edición apretada, sino por la aproximación inicial de Hemingway, su deseo de emular sus influencias. Las frases de Hemingway «comenzaron su vida como pequeñas cosas escuálidas, y luego crecieron hasta su tamaño adecuado a través de un proceso de acreción». Evitó sintaxis complicado para reflejar el deseo de Nick de que el viaje de pesca sea sin complicaciones. Un análisis del texto muestra que alrededor del setenta por ciento de las frases son oraciones simples —una sintaxis sencilla sin subordinación— y que repetición a menudo sustituye los pensamientos subordinados. Por otra parte, la repetición crea una prosa con un «efecto rítmico, ritual» que enfatiza los puntos importantes. La longitud de los párrafos varía, y los párrafos cortos intensifican la acción. Benson afirma que en «Campamento indio» y «El río de dos corazones» la prosa de Hemingway era más aguda y más abstracta que en otros relatos, y que mediante el empleo de dicción y oraciones simples —técnicas que aprendió escribiendo para periódicos— la prosa se volvió atemporal con una cualidad casi mítica.

### Cézanne

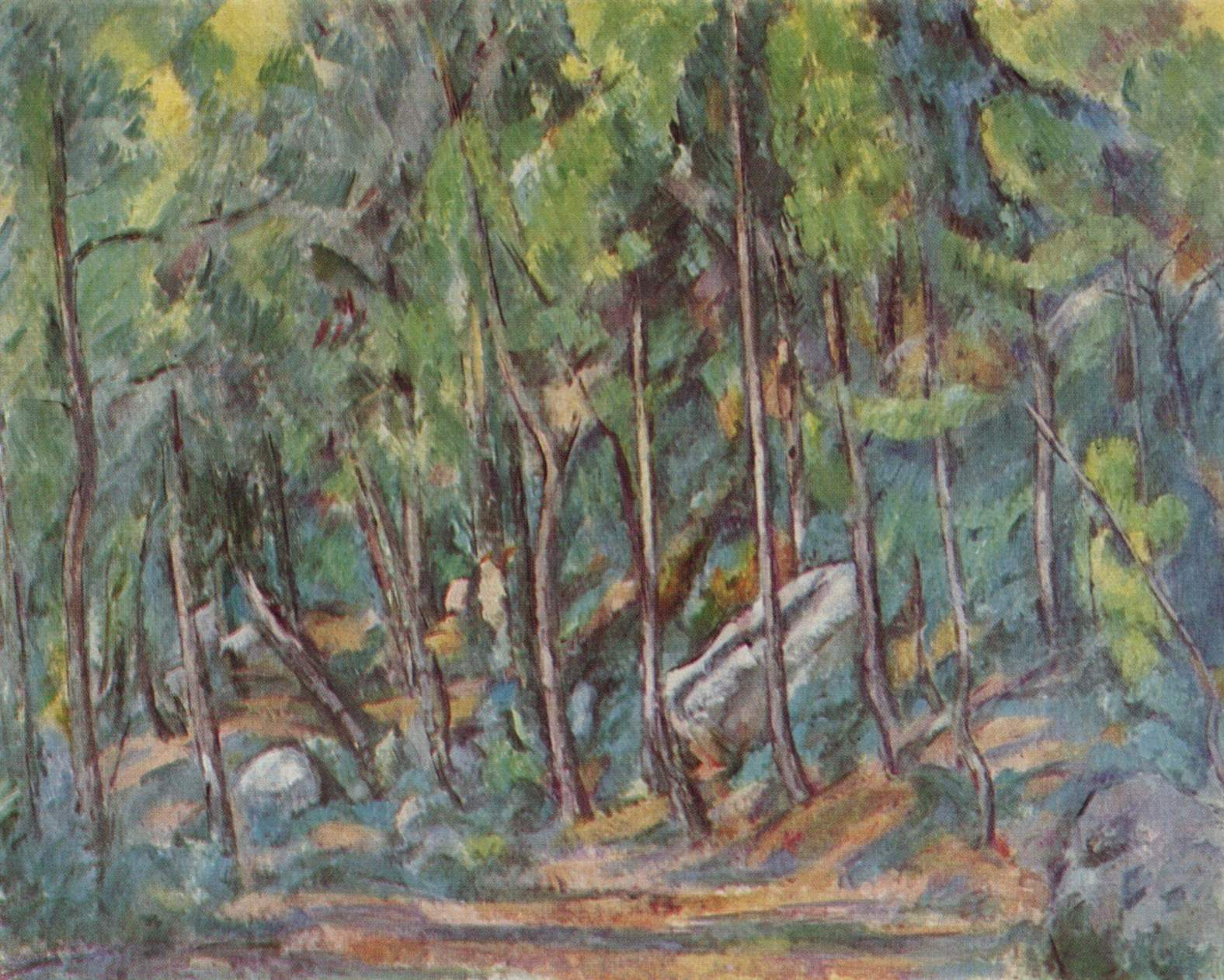
Hemingway dijo de En el bosque de Fontainebleau de Paul Cézanne que «Esto es lo que tratamos de hacer por escrito, esto y esto, y los bosques y las rocas que tenemos que pasar por encima»

Hemingway tuvo una gran admiración para Cézanne y ya temprano en su carrera elaboró su prosa de tal manera que resonaría con la obra de este pintor. En 1949 dijo en una entrevista que «Cézanne es mi pintor después de los primeros pintores .... Puedo hacer un paisaje como el Sr. Paul Cézanne, aprendí ... caminando mil veces por el Musée du Luxembourg».  Hemingway quería que la estructura de «El río de dos corazones» se pareciera a un Cézanne, con un primer plano detallado sobre un fondo vagamente descrito. En agosto de 1924 escribió en una carta a Stein: «terminé dos largos relatos ... y terminé el largo en que trabajé antes de ir a España, donde estoy haciendo el país como Cézanne, teniendo gran dificultad y a veces consiguiéndolo un poco. Tiene cerca de 100 páginas y no pasa nada y el país esta bien. Lo inventé todo».
Su descripción del río y del paisaje revela la influencia del estilo posimpresionista. Hemingway fue fuertemente influenciado por los modernistas. A menudo visitaba el Musée du Luxembourg donde vio a los tres cuadros de Cézanne: La neige fondante a L'Estaque, Cour d'une ferme y Les Peupliers. Se exhibió una serie de acuarelas de Cézanne en la galería Berheim-Jeune antes de que comenzó a escribir el cuento. En París era una fiesta Hemingway escribió que había estado «aprendiendo algo en la pintura de Cézanne, y resultaba que escribir sencillas frases verídicas distaba buen trecho de lograr que un cuento encerrara todas las dimensiones que yo quería meterle».

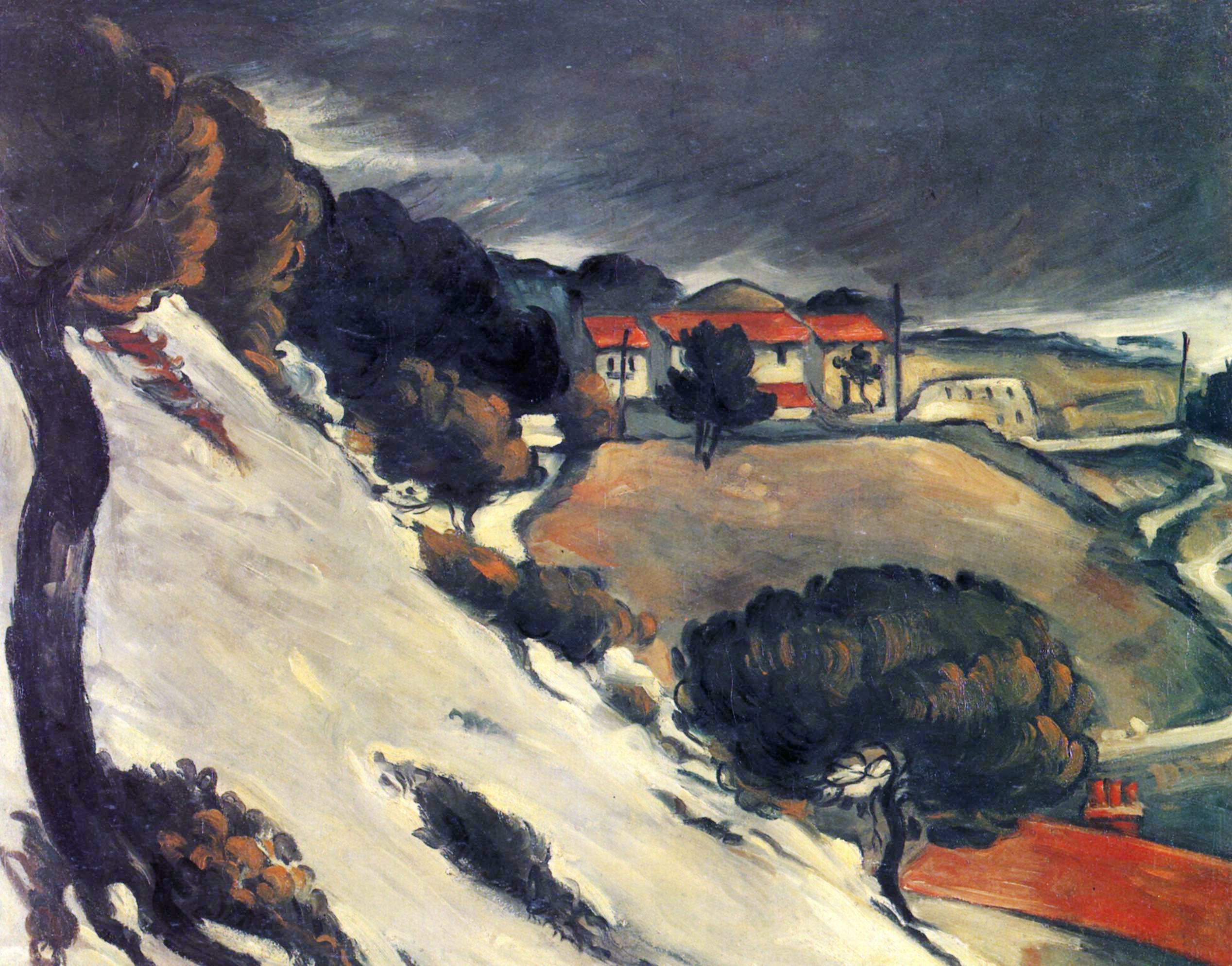
La neige fondante a L'Estaque, Cézanne, c. 1871

Comparando «El río de dos corazones» con las pinturas de Cézanne, Berman señala que Hemingway creó una «representación de la forma, espacio y luz» y que los densos pasajes descriptivos dan «luz y forma .... abrumadoramente visual, intensamente preocupado con la espacialidad», mientras que en el terreno intermedio «sólo sentimos [los árboles] a través de formas verticales y colores oscuros». Al igual que las pinturas de Cézanne, los paisajes de Hemingway son vagos y no representan ningún lugar en particular: el incendio de Seney se produjo en 1891, no en 1919; la colina donde Nick sube no existe; y la rama oriental del río Fox donde acampa, no se encuentra a un día de camino del pueblo.
Kenneth Johnston cree que Hemingway utiliza simbolismo como sustituto de pintura y pinceladas. Ve la descripción de la ciudad después del incendio, y las vías del ferrocarril, como palabras «corta[ndo] a través del paisaje» con una fisicalidad similar a un paisaje de Cézanne. Los pasajes minuciosamente detallados del campamento y de las actividades mundanas de Nick rellenan el primer plano del relato, mientras que el bosque y el amenazante pantano, relegados a un segundo plano, se describen vagamente y sólo de paso.

### Simbolismo
Nick es incapaz de autoreflexión y no puede lidiar con el dolor. Hemingway transmite esto por medio de simbolismo y una serie de correlatos objetivos (objetos tangibles), que permiten al lector comprender las motivos del personaje. Por ejemplo, a su llegada en Seney cae literalmente del tren, sorprendido por la vista del pueblo quemado, pero a un nivel más profundo está en choque por su experiencia de la guerra. Alenjándose del paisaje quemado, Nick sube una colina en medio del calor, y contempla los daños que sufrió el pueblo. El incendio y el calor simbolizan el recuerdo de Italia asolada por la guerra, mas tiene la esperanza de nuevo crecimiento: «Era imposible que todo se hubiera quemado. Lo sabía». En la cima de la colina, toma un descanso, fuma un cigarrillo, y habla por primera vez. Flora sugiere que el habla simboliza su humanidad, perdida en la guerra, que comienza a recuperar.
| «En los pantanos las riberas eran peladas, los grandes cedros se entrelazaban sobre la cabeza de uno, el sol no pasaba, solo a retazos; en las aguas rápidas y profundas, a la media luz, la pesca sería trágica ... No era algo que Nick deseara.»—Ernest Hemingway, «El río de dos corazones» |

Más allá del pueblo sigue intacto el puente sobre el río, el río que simboliza el tiempo y la eternidad, la curación y el ciclo natural de la vida y la muerte. Nick se embarcó en un viaje, tal vez él lo vea como una búsqueda religiosa dada el simbolismo cristiano de los pescados. Desde el pueblo, un camino conduce a la parte prístina de la naturaleza del campo. Cruza un puente bajo el cual las truchas se mantienen estables contra de la corriente, al igual que Nick tiene que mantenerse firme. Desde el puente se vislumbra un martín pescador que toma el aire, un pájaro, como lo señala Johnston, que simboliza «días felices, paz y tranquilidad». Un gran árbol arrancado simboliza el propio protagonista, desarraigado por la guerra, y su propia fragilidad es simbolizada por la trucha que libera con mucho cuidado para no dañar su delicada capa mucosa protectora. El campamento, enclavado en un pinar y descrito en verdes suaves, simboliza la seguridad; más allá de tres árboles muertos, en el fondo, se vislumbra el pantano en el que no quiere aventurarse.
Su tienda es retratada como un lugar menos oscuro que el vacío del exterior, y se convierte en un lugar de seguridad y un santuario. En cambio, el pantano se describe como cubierto en niebla en la noche, y un lugar del que Nick prefiere no pensar. Cuando se despierta en la mañana, regenerado por el sueño, se siente más fuerte y el pantano parece menos amenazante.

## Acogida
en nuestro tiempo fue publicado en 1924 como parte de la serie modernista de Ezra Pound por Three Mountains Press en París.
La obra fue bien recibida por los críticos; Edmund Wilson describió el libro como «de primera distinción», y en la década de 1940 volvió a escribir sobre «El río de dos corazones», «junto con la trucha moteada ... el chico del Medio Oeste de América logra pescar hasta una pequeña obra maestra». Cuando fue publicado en los Estados Unidos, los críticos afirmaron que Hemingway había revitalizado el género del cuento por su uso de oraciones declarativas y su estilo fresco.  In 1952, al reseñar El viejo y el mar—que fue premiado con el Pulitzer— el New York Times observó que «El río de dos corazones» era uno de los «mejores y más felices de sus primeros cuentos».
Carlos Baker, considera que los relatos de En nuestro tiempo representan un logro notable para un joven escritor. Joseph Flora considera que «El río de dos corazones» es «sin duda la más brillante de la colección En nuestro tiempo». La obra se ha convertido en uno de los cuentos más recopilados de Hemingway, y uno de los pocos sujetos a serias críticas literarias desde su publicación, y pertenece al canon de la literatura estadounidense del siglo xx. Beegel escribe que es considerado «uno de los mejores» cuentos norteamericanos, junto con «The Boat Abrir» de Stephen Crane, «Young Goodman Brown» de Nathaniel Hawthorne y «La caída de la Casa Usher» de Edgar Allan Poe.
Según Benson, pese a la influencia de Pound y Joyce, Hemingway «llevó la nueva forma a la posición de influencia dominante» durante gran parte del siglo xx. A diferencia de otros escritores modernistas, que escribieron del hombre cortado del pasado, Hemingway colocó sus relatos en el presente y por lo tanto se convirtió en «el verdadero modernista».